# 安德鲁·D·汉密尔顿

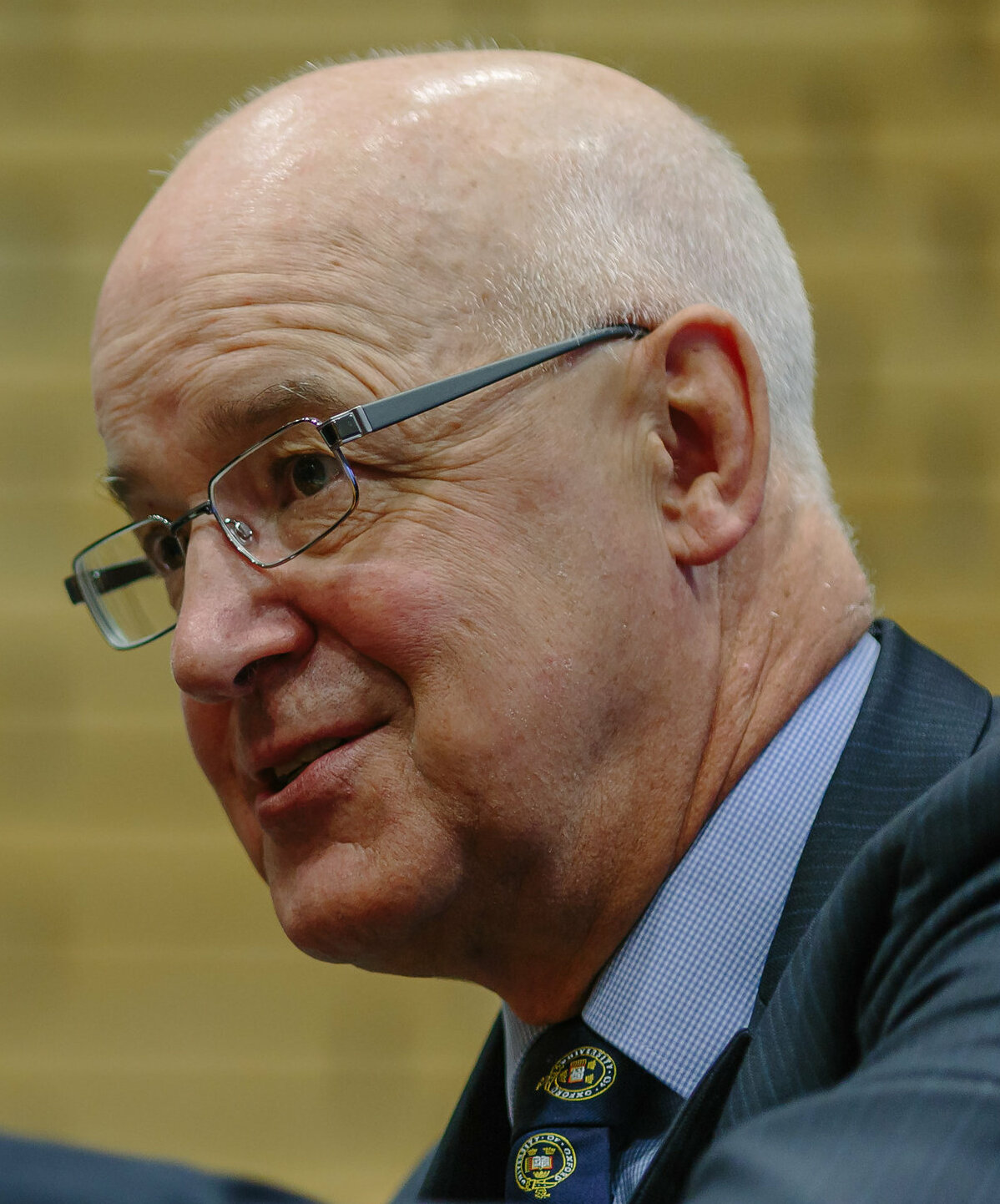
賀慕敦

安德魯·大衛·漢密爾頓  FRS（1952年11月3日—），漢名賀慕敦，生物化学家，前纽约大学校长以及前任牛津大学校长。

## 简历
加盟牛津大学之前，安德鲁·D·汉密尔顿是美国耶鲁大学本杰明·斯里曼化学教授（Benjamin Silliman Professor of Chemistry）和分子生物物理学和生物化学教授。2004年10月至2008年10月1日，他是耶鲁大学的教务长（Provost）。
2008年6月3日，正式提名为牛津大学校长。2008年6月16日，成为约翰·胡德博士（Dr John Hood，前任牛津大学校长）的继任。2009年10月1日，正式成为牛津大学校长。2016年1月1日就任紐約大學校長，2023年6月30日离任。
賀慕敦主要研究领域是porphyrin，生物超大分子，生物无机化学，临床医用无机化学和化学生物学。
夫人詹妮弗（Jennifer），有三个孩子，分别是Alastair，Claire，和Malcolm，都是耶鲁大学校友。